# Пашник Віктор Васильович
Віктор Васильович Пашник (22 вересня 1980) — відомий український музикант, бандурист, бард, автор-виконавець.

## Життєпис
Народився в селі Кулачківці Снятинського району Івано-Франківської області. У 1999 році закінчив Кобзарську школу в селі Стрітівка на Київщині — єдиний подібний навчальний заклад в Україні. У тому ж 1999 році з двома товаришами по навчанню пройшов відбір у фінал «Червона рута — 1999» в місті Дніпро, у складі гурту «Велесич» (попмузика).
У 2003 році закінчив Чернівецький національний університет. Під час навчання в дуеті з Олексою Миколайчуком — перемоги в безлічі фестивалів національно-патріотичного спрямування — «Сурми Звитяги» м. Львів, «Україно, зоре моя» м. Донецьк, «Байда» м. Тернопіль (2-га премія). З початку 2000-х — перші спроби написання пісень, рок-експерименти.
У співпраці з Олексою Миколайчуком (бандура) та Івасем Григоряком (гітара) гурт «ЗАУ» став переможцем фестивалю (1-ша премія) «Червона рута — 2003» в жанрі авторської пісні та акустичної музики.
З 2004 року участь у проєктах «Вогнесміх», міжнародному рухомому фестивалі «Караван сонячних бардів», подорожує автостопом.
У 2009 році записав два сольних альбоми: авторські пісні під гітару — «Сонячна ніч» та народних пісень в супроводі бандури — «Кобзар Шкрум».
З 2010-го — сольні бардівсько-кобзарські концерти та творчі вечори, активно гастролює Україною, країнами Східної та Західної Європи, пропагуючи рідну культуру.
У 2013-му видає збірку-пісенник «Душа моя».
У 2018 році у співпраці з Івасем Григоряком записує рок-альбом «Десіть».